# Phorocerostoma setiventre
Phorocerostoma setiventre là một loài ruồi trong họ Tachinidae.